# دورية بيرا

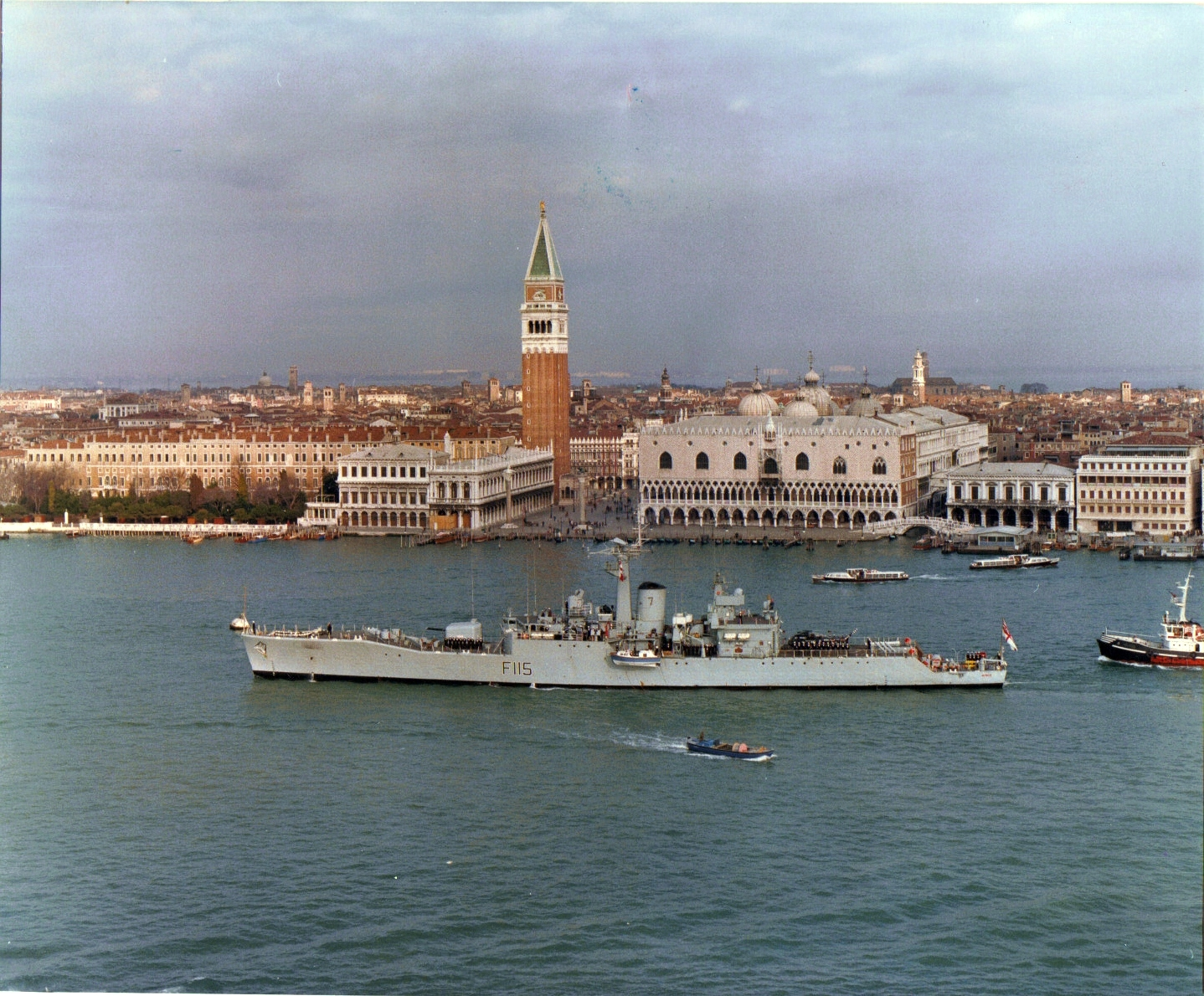

دورية بيرا هي عملية حصار بحري لشحنات النفط المتجهة إلى روديسيا (الآن زيمبابوي) عبر بيرا، موزمبيق، الناتج عن العقوبات التجارية التي فرضتها الأمم المتحدة على روديسيا.

## خلفية
أعلنت حكومة روديسيا من جانب واحد استقلال المستعمرة السابقة في 11 نوفمبر 1965، بعد رفض الشروط المسبقة البريطانية للاستقلال التي تنطوي على المساواة العرقية وحكم الأغلبية السوداء. واستمر يان سميث، رئيس الوزراء المنتخب في هذا الدور. رد مجلس الأمن بإصدار القرار 217، الداعي لفرض عقوبات على روديسيا. وقد استخدم البريطانيون القرار فيما بعد كمبرر قانوني للحصار.
فرضت بريطانيا عقوباتها الوطنية الخاصة، بما في ذلك حظر النفط، لكنها استبعدت غزو روديسيا. عارض البريطانيون في البداية العمل العسكري، وبدلاً من ذلك اعتمدوا على عقوبات الأمم المتحدة للضغط على الروديسيين. أرادت غالبية الدول الأعضاء في الأمم المتحدة توسيع العقوبات والإجراءات العسكرية. حاول البريطانيون في البداية عرقلة مثل هذه المبادرات.
في أكتوبر 1965، قدرت لجنة المخابرات المشتركة أنه حتى الحظر التجاري الكامل قد يفشل في شل اقتصاد روديسيا بسبب التهرب من العقوبات الذي مكنته موزمبيق البرتغالية وجنوب أفريقيا، لكنها اقترحت أن الضغط الاقتصادي المطول والشديد يمكن أن يدفع الناخبين البيض للإطاحة بالحكومة. في أوائل عام 1966، أدلى رئيس الوزراء هارولد ويلسون بتصريحات تفيد بأن العقوبات كانت فعالة، متوقعًا أن تسقط حكومة روديسيا قريبًا. وفي الوقت نفسه، كانت وزارة الخارجية تجري مفاوضات محمومة مع الحكومة البرتغالية للمشاركة في العقوبات، الأمر الذي سيفرض فعلياً حصاراً شاملاً على روديسيا. بحلول نهاية عام 1966، عندما أصبح من الواضح أن البرتغال كانت غير راغبة في التعاون ضد روديسيا، بدأت البحرية الملكية تبحث في إمكانية الحصار البحري ضد السفن المتجهة إلى موزمبيق التي تحمل النفط المتجه إلى روديسيا.
خلال الأسبوع الأول من فبراير 1966، أصبح من الواضح أن روديسيا واصلت استيراد النفط عن طريق البر من موزمبيق البرتغالية، وتم تحذير رئيس الوزراء ويلسون من أن الدول الأفريقية السوداء يمكن أن تضغط من أجل عقوبات أكثر إلحاحًا وتثير المسألة في الأمم المتحدة. في 24 فبراير، حذرت لجنة رؤساء الأركان من أن الناقلات التي تحمل النفط لروديسيا يمكن أن تصل إلى ميناء بيرا، نهاية خط الأنابيب المتجه إلى روديسيا، دون أن يلاحظها أحد، وبدأت في إعداد خطة مراقبة بحرية لتقديمها إلى رئيس الوزراء. في وقت لاحق من فبراير، بدأت الحكومة البريطانية والصحافة العالمية التركيز على ناقلات النفط التي تحمل النفط لروديسيا عندما أعلن وزير التجارة والصناعة الروديسي في 25 فبراير أن ناقلة نفط لروديسيا ستصل قريبًا.

## حصار
بعد تقارير عن أن روديسيا تتحدى حظر النفط عن طريق البحر، شعر البريطانيون بالضغط لاتخاذ إجراءات، وبالتالي إثبات التزامهم بالعقوبات. في 1 مارس، أسست البحرية الملكية دورية بيرا. بما أن العديد من الدول قد التزمت بسياسة العقوبات، كان مطلوبًا أن تعرف جنسيات أي ناقلات تحمل النفط إلى بيرا. كانت هذه مهمة إتش إم إس ارك رويال والقوة المرافقة لها إتس إم إس ريل، إتش إم إس لويستوفت ولاحقا إتش إم إس بليموث. المتمركزة قبالة بيرا، وتوجيهها للتحضير لعمليات اعتراض ابتداء من 4 مارس.  وبالتالي، غادرت ارك رويال مومباسا في 1 مارس 1966 وأمرت بالانتقال إلى قناة موزمبيق لبدء دورية مراقبة قبالة بيرا. في 6 مارس، بدأت طائرات الإنذار المبكر من الحاملة ارك رويال عمليات البحث في قناة موزمبيق. وسرعان ما أضيفت الفرقاطة ريل وسفينة دعم لوجستي. في 28 فبراير 1966، أبحرت إتش إم إس أيقل من سنغافورة في طريقها إلى بيرا وظلت في الموقع حتى 10 مايو 1966 (تم إعفائها من قبل ارك رويال)، وعادت إلى سنغافورة في 10 مايو 1966. في 71 يومًا، سيرت أيقل 1070 طلعة جوية، حلقت 600,000 ميل، ومسحت 200,000 ميل مربع يوميًا، وأبحرت ما مجموعه 30,000 ميل (التفاصيل وفقًا لمذكرات إتش إم إس أيقل دورية بيرا من كتاب الخط 1964-66).
استمرت الدورية حتى عام 1975. في أي وقت، وجدت فرقاطتان أو مدمرتان بريطانيتان، بدعم من طائرات المراقبة البرية والناقلة والسفن المساعدة، في الدورية. أبحرت سفن حربية بريطانية مختلفة في قناة موزمبيق على بعد 20-45 ميلاً (32-72 كم) من بيرا وتحققت من ناقلات النفط المتجهة إلى الميناء.
في البداية، كان على سفن البحرية الملكية المرافقة واستجواب الناقلات المتوجهة إلى بيرا، ولم يُسمح لها بتحويل ناقلة بالقوة إلا بعد أن حصلت بريطانيا على إذن من دولة علمها. ومع ذلك، في حالة منح هذا الإذن، سُمح للسفن الحربية البريطانية فقط بمطالبتها بتغيير المسار باسم دولة علمها، وإطلاق رصاصة عبر القوس إذا لم تنجح. لم يُصرح باستخدام القوة، وإذا رفضت الناقلة الامتثال تمامًا، فلن تتمكن السفينة الحربية من التظاهر من اتخاذ أي إجراء وتتبعها فقط ضمن حدود موزمبيق الإقليمية البالغة ستة أميال. هذا يعني أنه سيتم السماح للناقلة بالمضي قدما دون عوائق إلى الميناء.
بعد حادثة أبحرت فيها الناقلة اليونانية جوانا الخامس بحرية إلى بيرا بعد رفض اليونان منح الإذن، ضغط البريطانيون على سلطة الأمم المتحدة لاستخدام القوة. وبعد ذلك، أصدر مجلس الأمن القرار 221. ومع ذلك، حصر القرار الحصار على بيرا وأذن للبحرية الملكية فقط باستخدام القوة. ونتيجة لذلك، كان على البحرية الملكية وحدها فرض الحصار دون مساعدة، ويمكن للناقلات التي تحمل النفط لروديسيا أن ترسو بحرية في موانئ موزمبيق أخرى. كما مكّن القرار البريطانيين من الاستيلاء على جوانا الخامس عند مغادرتها بيرا إذا كانت قد أفرغت حمولتها النفطية هناك.
تم لاحقًا تحرير قواعد الاشتباك، لكن استخدام القوة كان محدودًا "بالحد الأدنى"، وكانت موافقة وزارة الدفاع مطلوبة لتحويل مسار السفن. كان على السفن الحربية البريطانية أيضًا أن تبقى خارج المياه الإقليمية لموزمبيق. بعد حادثة محرجة شملت الناقلة الفرنسية أرتوا، تم تعديل قواعد الاشتباك، مما سمح باستخدام تعطيل النار.
لم تنجح بريطانيا أبداً في الحصول على موافقة الأمم المتحدة التي تسمح للبحرية الأخرى بالمشاركة. بالإضافة إلى عدم الحصول على إذن من الأمم المتحدة، حكم البريطانيون أنه خارج قدراتهم لحصار موانئ موزمبيق أخرى، على حساب المخاطرة بالعلاقات مع البرتغال، العضو المشارك في الناتو. كانت جنوب إفريقيا أيضًا قادرة على نقل النفط إلى بيرا من خلال جعل الناقلات تبحر عبر المياه الإقليمية في جنوب إفريقيا ثم البرتغالية، مما يوفر حصانة قانونية من الاعتراض. ونتيجة لذلك، استمرت روديسيا في تلقي شحنات النفط. كانت روديسيا قادرة أيضًا على تحمل الحصار من خلال تقنين النفط بدقة. في سبتمبر 1966، قُدر أن روديسيا تتلقى 220 ألف جالون من النفط يوميًا، عندما كانت تحتاج فقط 200 ألف جالون يوميًا بموجب سياسة التقنين.
تم تخفيض الدورية تدريجيا في عدة مراحل. في مارس 1971، سمح رئيس الوزراء الجديد إدوارد هيث للبحرية الملكية بابقاء سفينة حربية واحدة في وقت واحد، بدلاً من اثنتين. بعد ذلك بثلاثة أشهر، فقدت الدورية عنصرها الجوي عندما طلبت جمهورية مدغشقر من سلاح الجو الملكي إزالة مفرزة في ماهاجانجا. بعد انخفاض إجمالي في عدد الفرقاطات في الأسطول، سُمح للبحرية الملكية بجعل الدورية متقطعة. أزيلت الدورية أخيرًا في 25 يونيو 1975، عندما حصلت موزمبيق على استقلالها عن البرتغال وأكدت لبريطانيا أنها لن تسمح بنقل النفط إلى روديسيا.
وقد كلفت العملية ما يقدر بـ 100 مليون جنيه، وشاركت 76 سفينة تابعة للبحرية الملكية في العملية. وتم اعتراض ما مجموعه 47 ناقلة نفط، سُمح لـ 42 منها بالمضي قدما.